# Bruno Fernando
Bruno Fernando, bürgerlich Bruno Afonso David Fernandes (* 15. August 1998 in Luanda), ist ein angolanischer Basketballspieler.

## Laufbahn
Der aus Angola stammende Bruno Fernando hat sieben Geschwister, er spielte als Jugendlicher Fußball, ehe er zum Basketball wechselte. Seine Leistungen im Trikot der angolanischen Mannschaft während der U17-Weltmeisterschaft 2014 weckte das Interesse von Trainern aus den Vereinigten Staaten. Bruno Fernando wechselte 2015 an die Montverde Academy nach Florida, in der Saison 2016/17 spielte er dann im selben Bundesstaat für die Mannschaft der IMG Academy.
Ursprünglich hatte sich Bruno Fernando entschlossen, an die Southern Methodist University zu wechseln, kam letztlich aber an die University of Maryland, deren Mannschaft er ab dem Spieljahr 2016/17 verstärkte. Er galt als Anwärter auf eine vordere Platzierung im Draft-Auswahlverfahren der NBA im Jahr 2019, wurde letztlich aber erst in der zweiten Auswahlrunde (34. Stelle) von den Philadelphia 76ers aufgerufen. Philadelphia gab den Angolaner dann an die Atlanta Hawks ab. Anfang Juli 2019 wurde er von Atlanta mit einem Vertrag ausgestattet.
Im August 2021 landete er im Rahmen eines Spielertauschs bei den Boston Celtics. Wie in Atlanta war der Angolaner in Boston Ergänzungsspieler. Im Februar 2022 wurde er an die Houston Rockets abgegeben. Nachdem er in 31 Einsätzen während der Saison 2022/23 im Schnitt 4,1 Punkte sowie 3,9 Rebounds erzielt hatte, endete seine Zeit in Houston im Februar 2023, Bruno Fernando gelangte im Rahmen eines Tauschgeschäfts nach Atlanta zurück. Im Sommer 2024 verlor er seinen Platz im Aufgebot der Mannschaft und wurde kurz darauf vom NBA-Konkurrenten Toronto Raptors unter Vertrag genommen. Im Januar 2025 wurde er aus Torontos Aufgebot gestrichen.
Im Januar 2025 unterzeichnete Bruno Fernando einen bis Juni 2026 laufenden Vertrag beim spanischen Klub Real Madrid. Im Juni 2025 gewann er mit Real die spanische Meisterschaft.

### Nationalmannschaft
Bruno Fernando nahm mit der angolanischen A-Nationalmannschaft 2016 am Ausscheidungsturnier für die Olympischen Spiele sowie 2023 an der Weltmeisterschaft teil. Mit den Juniorenauswahlen seines Landes spielte er unter anderem bei der U19-Weltmeisterschaft 2017 und bei der U17-WM 2014.

## Karriere-Statistiken

### NBA

#### Hauptrunde
| Saison  | Team              | GP  | GS | MPG  | FG % | 3P % | FT % | RPG | APG | SPG | BPG | PPG |
| ------- | ----------------- | --- | -- | ---- | ---- | ---- | ---- | --- | --- | --- | --- | --- |
| 2019–20 | Atlanta           | 56  | 13 | 12.7 | .518 | .135 | .569 | 3.5 | 0.9 | 0.3 | 0.3 | 4.3 |
| 2020–21 | Atlanta           | 33  | 0  | 6.8  | .409 | .000 | .682 | 2.4 | 0.3 | 0.1 | 0.1 | 1.5 |
| 2021–22 | Boston / Houston  | 30  | 0  | 5.1  | .655 | .500 | .625 | 1.8 | 0.2 | 0.0 | 0.4 | 2.9 |
| 2022–23 | Houston / Atlanta | 39  | 4  | 10.4 | .527 | .000 | .700 | 3.5 | 0.8 | 0.2 | 0.9 | 3.9 |
| 2023–24 | Atlanta           | 45  | 2  | 15.2 | .583 | .000 | .667 | 4.3 | 1.0 | 0.6 | 0.6 | 6.3 |
| Gesamt  | Gesamt            | 203 | 19 | 10.7 | .544 | .122 | .650 | 3.3 | 0.7 | 0.3 | 0.5 | 4.0 |

#### Play-offs
| Saison  | Team    | GP | GS | MPG | FG % | 3P % | FT %  | RPG | APG | SPG | BPG | PPG |
| ------- | ------- | -- | -- | --- | ---- | ---- | ----- | --- | --- | --- | --- | --- |
| 2020–21 | Atlanta | 6  | 0  | 2.0 | .667 | —    | 1.000 | 0.2 | 0.0 | 0.0 | 0.0 | 1.0 |
| Gesamt  | Gesamt  | 6  | 0  | 2.0 | .667 | —    | 1.000 | 0.2 | 0.0 | 0.0 | 0.0 | 1.0 |